# Бёсюке
Бёсюке (якут. Бөөһүкэ) — река в России, протекает по территории Булунского улуса Якутии. Правый приток Лены, впадает в неё на 296 км от устья. Образуется слиянием рек Мейчан и Сахандя. Длина реки — 152 км (от истока Сахандя — 263 км), площадь водосборного бассейна — 5780 км².

## Притоки
Основные притоки (расстояние от устья):
- 107 км: река Суордаах
- 112 км: река Тирэхтээх
- 116 км: река Ураганджа
- 122 км: река Лашпор
- 131 км: река Лавров-Урасалаага
- 131 км: река Сиэгэннээх
- 140 км: река Чоччугунуор
- 152 км: река Мейчан
- 152 км: река Сахандя (Саханджа)